# Равнинная вискачевая крыса
Равнинная вискачевая крыса (лат. Tympanoctomys barrerae) — вид мелких южноамериканских грызунов, один из трёх видов рода Tympanoctomys.

## Описание
Равнинная вискачевая крыса длиной 12 см, хвост длиной 14 см, масса составляет примерно 80 г. Окрас меха красновато-бурый, брюхо светлее, лапы белые. Для черепа характерны сильно увеличенные слуховые барабаны (Bulla tympanica) в области височной кости, вследствие чего голова выглядит сильно увеличенной.
Животное стало первым обнаруженным тетраплоидным млекопитающим. Это значит, что геном животного содержит в два раза больше ДНК, чем обычно у млекопитающих, и 102 хромосомы. Кариотип 4n=102. Предположительно, вид возник в результате скрещивания двух родственных видов 6,5 млн. лет назад. Похожий тетраплоидный кариотип был обнаружен также у другого, открытого недавно вида восьмизубовых Pipanacoctomys aureus.

## Распространение
Равнинная вискачевая крыса является эндемиком Аргентины. Она населяет сухие равнины провинции Мендоса и прилегающие территории провинции Ла-Пампы.

## Образ жизни
Об образе жизни этих животных известно очень мало. Они встречаются только в покрытых галофитами местах. Активны ночью. Это исключительно травоядные животные, которые питаются преимущественно листьями и побегами.